# Спрінґ-Гілл (Міннесота)
Спрінґ-Гілл (англ. Spring Hill) — місто (англ. city) в США, в окрузі Стернс штату Міннесота. Населення — 68 осіб (2020).

## Географія
Спрінґ-Гілл розташований за координатами 45°31′24″ пн. ш. 94°49′54″ зх. д. / 45.52333° пн. ш. 94.83167° зх. д. (45.523224, -94.831650).  За даними Бюро перепису населення США в 2010 році місто мало площу 1,88 км², уся площа — суходіл.

## Демографія
Згідно з переписом 2010 року, у місті мешкало 85 осіб у 34 домогосподарствах у складі 22 родин. Густота населення становила 45 осіб/км².  Було 39 помешкань (21/км²).
Расовий склад населення:
| - 100,0 % — білих |

До двох чи більше рас належало 0,0 %. Частка іспаномовних становила 0,0 % від усіх жителів.
За віковим діапазоном населення розподілялося таким чином: 22,4 % — особи молодші 18 років, 52,9 % — особи у віці 18—64 років, 24,7 % — особи у віці 65 років та старші. Медіана віку мешканця становила 44,8 року. На 100 осіб жіночої статі у місті припадало 97,7 чоловіків;  на 100 жінок у віці від 18 років та старших — 83,3 чоловіків також старших 18 років.
Середній дохід на одне домашнє господарство  становив 42 440 доларів США (медіана — 36 250), а середній дохід на одну сім'ю — 52 882 долари (медіана — 46 250). Медіана доходів становила 31 875 доларів для чоловіків та 27 500 доларів для жінок. За межею бідності перебувало 6,3 % осіб, у тому числі 25,0 % дітей у віці до 18 років та 0,0 % осіб у віці 65 років та старших.
Цивільне працевлаштоване населення становило 23 особи. Основні галузі зайнятості: виробництво — 17,4 %, освіта, охорона здоров'я та соціальна допомога — 17,4 %, транспорт — 8,7 %, роздрібна торгівля — 8,7 %.